# Aumont-Aubrac
Aumont-Aubrac ist eine ehemalige französische Gemeinde mit 1.030 Einwohnern (Stand: 1. Januar 2022) im Département Lozère in der Region Okzitanien. Die Einwohner nennen sich Aumonais. In der lokalen Sprache, dem Okzitanischen, heißt der Ort Aoumou. Er liegt am Fernwanderweg GR 65, welcher weitgehend dem historischen Verlauf des französischen Jakobsweges Via Podiensis folgt.
Sie wurde mit Wirkung vom 1. Januar 2017 mit den ehemaligen Gemeinden Fau-de-Peyre, Javols, La Chaze-de-Peyre, Sainte-Colombe-de-Peyre und Saint-Sauveur-de-Peyre zu einer Commune nouvelle mit dem Namen Peyre en Aubrac zusammengeschlossen. Sie hat seither den Status einer Commune déléguée.

## Geographie und Verkehr
Aumont-Aubrac liegt im Zentralmassiv am Rande des Aubrac in Richtung Margeride. Die nächsten französischen Großstädte sind Lyon (168 km) im Nordosten, Toulouse (192 km) im Südwesten, Bordeaux (306 km) im Westen und Montpellier (132 km) im Südosten.
Der nächste Verkehrsflughafen ist Rodez-Marcillac, der unter anderem von Air France und von Ryanair angeflogen wird. Über die D809 und D987 liegt er circa 96 Straßenkilometer entfernt. Aumont-Aubrac kann mit der Regionalbahn über die Bahnstrecke Béziers–Neussargues oder von den Bahnhöfen Clermont-Ferrand beziehungsweise Millau mit dem Bus erreicht werden.
Aumont-Aubrac liegt zwischen der Autobahn A75 und der D809. Etwas nördlich liegt eine Teilanschlussstelle beider Straßen von bzw. nach Clermont-Ferrand, etwas südlich eine von bzw. nach Montpellier.

## Geschichte
Der Ort liegt an der Kreuzung zweier historischer Römerstraßen und hatte daher als Handelsplatz Bedeutung, über die Aumont-Aubrac, die Pforte zum Aubrac, heute nicht verfügt. Um die Abtei St-Étienne, die zu Beginn des 12. Jahrhunderts entstanden ist, bildete sich im Mittelalter eine bescheidene Ansiedlung. Die Grafen von Peyre ließen sich hier ein Stadthaus errichten. Zeitweise war Aumont-Aubrac die Hauptstadt der Grafschaft Gévaudan.

## Bevölkerungsentwicklung
| Jahr      | 1962 | 1968 | 1975 | 1982 | 1990 | 1999 | 2007 | 2014 |
| Einwohner | 1116 | 1037 | 1034 | 1049 | 1050 | 1031 | 1099 | 1081 |

## Jakobsweg (Via Podiensis)
In Aumont-Aubrac gibt es neben der Touristinformation ein Hotel, Restaurants sowie mehrere Pilgerherbergen (franz. gîte d'étape). Der Ort verfügt über einen Bahnanschluss. Der Jakobsweg führt weiter über die Weiler La Chaze-de-Peyre und Rieutort-d’Aubrac in die nächste größere Ortschaft, Nasbinals, auf dem Aubrac. Direkte Straßenverbindung ist die D809.

## Sehenswürdigkeiten
- Die Kirche Saint-Étienne ist Teil eines ehemaligen, im Jahr 1061 gegründeten Benediktinerklosters. Trotz vieler Veränderungen im zwölften und dreizehnten Jahrhundert sind der romanische Chor und mehrere gotische Seitenkapellen erhalten.
- Befestigte Häuser aus dem 17. und 18. Jahrhundert, die in den Erdgeschossen Arkaden mit Glasnischen zeigen, bei denen entweder eine Swastika oder die Buchstabenkombination JHS (lat. Jesus hominum Salvator, dt. Jesus, Retter der Menschen) zu sehen ist.